# René Arendsen
René Arendsen (Lelystad, 18 november 1980) is een Nederlands geschiedkundige en programmamaker. Hij is vooral bekend als presentator van Ridders van Gelre op TV Gelderland.

## Biografie
Arendsen volgde de opleiding journalistiek in Zwolle. Tijdens zijn studie werkte hij als verslaggever bij Omroep Flevoland. Daarna was hij redacteur bij de KRO-televisie. 
In 2003 begon Arendsen bij Omroep Gelderland als radioverslaggever op de nieuwsredactie, daarna als programmamaker. In dezelfde periode volgt hij een studie geschiedenis aan de Universiteit Utrecht. In 2014 studeert hij af door middel van het achtdelige televisieprogramma In naam van Oranje over het Huis Oranje-Nassau in Gelderland. 
Arendsen maakte uitstapjes naar Radio Nederland Wereldomroep en NPO Radio 1. Hij maakte tussen 2008 en 2011 reportages voor De Ochtenden en Dit is de Dag. 
Sinds 2015 werkt hij samen met Bas Steman voor Omroep Gelderland aan het televisieprogramma Ridders van Gelre over de geschiedenis van Gelderland. Hiervoor wonnen zij de NL Award voor Beste regionale televisieprogramma van 2018. In 2018 maakte hij een televisieprogramma Over Grenzen waarin hij vijf weken lang een reis maakte langs de oude grenzen van het hertogdom Gelre op zoek naar grensverhalen. Ook werkte Arendsen mee aan de totstandkoming van het geschiedkundige overzichtswerk Verhaal van Gelderland onder leiding van prof. dr. Dolly Verhoeven van de Radboud Universiteit Nijmegen.

## Trivia
- Arendsen voerde succesvol campagne om Karel van Gelre te laten kiezen tot grootste Gelderlander aller tijden.[4]

- Van het televisieprogramma Ridders van Gelre is in 2019 een stripboek verschenen, Ons verloren Hertogdom, waaraan hij twee jaar heeft gewerkt.[5] Het stripboek verscheen tevens in de Duitse taal waar het album onder de schooljeugd binnen het gebied van voormalig Gelre werd uitgedeeld.[6]

- In samenwerking met Erfgoed Gelderland organiseert Arendsen samen met Steman de "Gelredagen". Dit is in aansluiting op het televisieprogramma. Daarbij worden Gelders erfgoed of musea kosteloos opengesteld om mensen kennis te laten maken met de Gelderse geschiedenis.[7]